# AFI Europe's Top 20
La AFI Europe's Top 20 è la classifica delle 20 principali squadre europee di football americano, stilata da un team di esperti e pubblicata dal sito American Football International. A partire dalla stagione 2019 ha acquisito carattere di ufficialità dal momento che è uno dei criteri di scelta dei partecipanti alla ECTC.
Talvolta, oltre alle 20 squadre della Top 20 propriamente detta, la classifica ne comprende altre con una "menzione d'onore" (non eleggibili però per giocare in ECTC se non previste secondo altri criteri).
A partire dal 2014 ha sostituito la EFAF Top 20.

## Selettori
Per la stagione 2018 i selettori sono stati:
- Stan Bedwell – OC Bucharest Rebels
- Dan Levy – HC Prague Black Panthers
- Dave Likins – DC New Yorker Lions
- Nick Johansen – HC Salzburg Ducks
- Geoff Buffum – HC Calanda Broncos
- Shuan Fatah – HC Tirol Raiders
- Malik Jackson – HC Beograd Vukovi
- Juha Hakala – HC Helsinki Roosters
- Johannes Woudenberg – "Ambassador at large" (Paesi Bassi)
- Kirk Mastromatteo – HC Warsaw Eagles

## Classifica
Le classifiche sono aggiornate a novembre 2021.
Legenda
| : miglioramento rispetto alla classifica precedente : peggioramento rispetto alla classifica precedente : stessa posizione della classifica precedente : nuovo ingresso |

### Top 20
| Posizione | Squadra                  | Federazione | Risultato nell'ultima stagione            |
| --------- | ------------------------ | ----------- | ----------------------------------------- |
| 1         | Dresden Monarchs         | AFVD        | Campioni GFL                              |
| 2         | Frankfurt Galaxy         | ELF         | Campioni ELF                              |
| 3         | Hamburg Sea Devils       | ELF         | Vicecampioni ELF                          |
| 4         | Schwäbisch Hall Unicorns | AFVD        | Vicecampioni della Germania Campioni CEFL |
| 5         | Tirol Raiders            | AFBÖ        | Campioni dell'Austria Vicecampioni CEFL   |
| 6         | Panthers Wrocław         | ELF         | Semifinalisti ELF                         |
| 7         | Vienna Vikings           | AFBÖ        | Vicecampioni dell'Austria                 |
| 8         | Kuopio Steelers          | SAJL        | Campioni della Finlandia                  |
| 9         | Panthers Parma           | FIDAF       | Campioni d'Italia                         |
| 10        | Potsdam Royals           | AFVD        | Semifinalisti GFL                         |
| 11        | Cologne Centurions       | ELF         | Semifinalisti ELF                         |
| 12        | Seamen Milano            | FIDAF       | Vicecampioni d'Italia                     |
| 13        | Saarland Hurricanes      | AFVD        | Semifinalisti GFL                         |
| 14        | Helsinki Roosters        | SAJL        | Vicecampioni della Finlandia              |
| 15        | Leipzig Kings            | ELF         | Terzo posto North Division ELF            |
| 16        | Graz Giants              | AFBÖ        | Semifinalisti AFL                         |
| 17        | Danube Dragons           | AFBÖ        | Semifinalisti AFL                         |
| 18        | Cologne Crocodiles       | AFVD        | Semifinalisti GFL                         |
| 19        | Calanda Broncos          | SAFV        | Campioni della Svizzera                   |
| 20        | Bydgoszcz Archers        | ZFAP        | Campioni della Polonia                    |